# Улица Терешковой (Новосибирск)
Улица Терешко́вой — улица в Новосибирске, в «Верхней зоне» Академгородка (Советский район).
Начинается на перекрёстке Университетского проспекта, проспекта Академика Коптюга, улицы Ляпунова и улицы Терешковой. Заканчивается въездом в Центральный сибирский ботанический сад.

## История
Улица Терешковой появилась с началом строительства Академгородка одной из первых. Дома № 18-28 — первые жилые дома Верхней зоны — были построены в 1958 году.
Изначально улица имела название «Обводная», затем ненадолго была переименована в улицу Романтиков, а вскоре после полёта в космос В. В. Терешковой, который произошёл 16 июня 1963 года, улице присвоили её нынешнее название.
В 2000-е годы лесной массив между улицей Терешковой и проспектом академика Коптюга был отдан под жилую застройку, что вызвало протесты общественности.
В марте 2020 года начался сбор подписей под петицией с требованием о переименовании улицы в связи с вызвавшими негативную реакцию научной общественности выступлениями Валентины Терешковой по вопросам внутренней политики, среди вариантов возвращение улице прежнего названия — Романтиков.

## Известные жители
- академик П. Я. Кочина — д. 28

- П. В. Харламов — д. 28

## Достопримечательности

Памятник Михаилу Зуеву

Памятник лидеру новосибирской рок-группы «Иван Кайф» Михаилу Зуеву и его песне «Иду один».